# Jagüey Grande
Jagüey Grande, ou parfois simplement Jagüey est une ville et une municipalité de la province de Matanzas, à Cuba. Selon le recensement de 2007 elle est peuplée de 87 771 habitants.

## Géographie

### Situation
Jagüey Grande se trouve dans la partie occidentale de l'île de Cuba, au centre de la province de Matanzas, 
à 148 km sud-est de La Havane 
et 84 km sud-est de sa capitale de province Matanzas.
La ville est sur lautoroute A1 (en) destinée à relier La Havane à Guantánamo. Playa Larga (baie des Cochons) est à 30 km au sud.

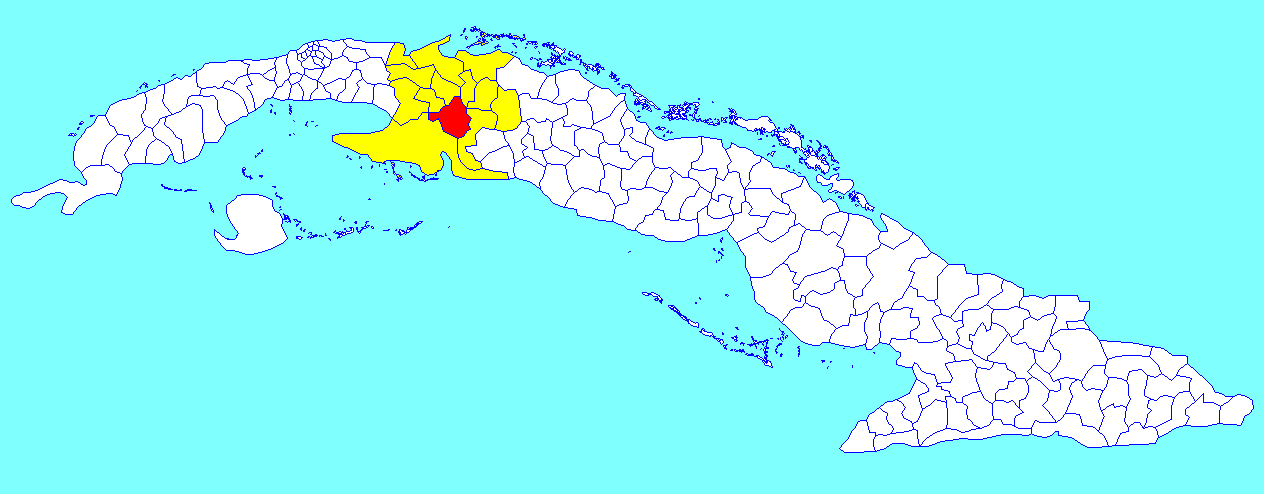
Municipalité de Jagüey Grande dans la province de Matanzas

### Divisions administratives
Jagüey Grande a six consejos populares :
- Jagüey Norte
- Jagüey Sur
- Agramonte
- Australia
- San José de Marcos
- Torriente

## Population
En 2022 la population de la municipalité est estimée à 59 600 habitants. Pour une surface de 881,9 km2, la densité est de 67,58 habitants/km².

## Personnalités nées à Jagüey Grande
- Mario García Menocal, homme politique, ancien président, né en 1866
- Jaime Lucas Ortega y Alamino, cardinal, né en 1936